# إس-كري-إد
إس-كراي-إد (بالإنجليزية: s-CRY-ed)‏، هي سلسلة مانغا وأنمي يابانية من تأليف يوسكي كورودا، تسلسلت في مجلة شامبيون شونن الأسبوعية، تم عرض هذه السلسلة من 26 حلقة وبثت عام 2001 من إنتاج إستوديوهات سنرايز، كما أنتج من السلسلة، فيلمان بين 2011 و2012 بقصتين مختلفتين، وتقع قصة السلسلة بعد عدة سنوات من "الانتفاضة الكبرى"، وهي أحداث جيولوجية قوية حدثت في محافظة كاناغاوا بالقرب من طوكيو، وقسمت المدينة إلى قسمين: "الأرض المفقودة" و"البر الرئيسي"، وشخصية هذه السلسلة، كازما، وهو شاب يكسب رزقه كمرتزق حتى يتمكن هو وصديقته المقربة، كانامي يوتا، من العيش معًا. مفاهيم السلسلة بدأت بالظهور في عام 1999 عندما كان تانيغوتشي يعمل على إنفينيتي رايفوس. لقد أراد إنشاء سلسلة أخرى تحتوي على موضوعات مشابهة لها، بالإضافة إلى موضوعات جديدة تتمحور في الغالب حول كيفية تكيف الناس مع القرن الحادي والعشرين. تم تسلسل سلسلة مانجا مقتبسة من سلسلة الأنمي، ورسمها ياسوناري تودا، في مجلة شامبيون شونن الأسبوعية لأكيتا شوتين. تم نشر رواية لكازوهو هيودو. بالإضافة إلى ذلك، أصدرت شركة سنرايز فيلمًا تذكيريًا من جزأين. شهدت سلسلتي الأنمي والمانجا أيضًا إصدارًا باللغة الإنجليزية. حظيت السلسلة بشعبية كبيرة في اليابان، وغالبًا ما ظهرت في استطلاعات الرأي التي أجرتها المجلات اليابانية، وحصلت ذات مرة على المركز الثالث في جوائز أنيمي غراند بريكس. كان الاستقبال النقدي للسلسلة إيجابيًا عمومًا، حيث لاحظ المراجعون أنه على الرغم من أن الحلقات الأولية قد تكون بسيطة، إلا أن الحبكة تصبح أكثر إثارة للاهتمام مع تطور السلسلة.

## الشخصيات
- كازوما: بطل السلسلة، تم تصويره لأول مرة على أنه مستخدم ألتر (Alter) متهور سيفعل أي شيء مقابل المال. من حوله لا يعرفون أنه مستخدم للألتر، ويعتقدون أنه يتجنب العمل فقط عندما يهرب للحصول على "وظائف" كيميشيما. بينما يتمتع كازوما بمزاج، ولكنه يهتم أيضًا بأصدقائه، مما يضع حياته على المحك. عندما يكونون في خطر، والأهم من ذلك كانامي يوتا، الفتاة التي يعيش معها. [الحلقة 25] كان كازوما يعتبر في الأصل مستخدمًا منخفض المستوى للألتر من قبل شركة هولي، إلا أن كازوما جعل نفسه تدريجيًا أولوية متزايدة مع هزيمته المستمرة لمستخدمي الألتر الخاص بهذه الشركة.
- كانامي يوتا: فتاة يتيمة صغيرة تعيش مع كازوما، بينما كانت لا تعرف شيئًا في البداية عن ألتر كازوما أو مهامه؛ فقط أن كازوما يتقاضى أجرًا مقابل كل ما يفعله، على الرغم من أن الأجر في بعض الأحيان لا يكفي لدعم الاثنين.
- ريوهو: يبلغ من العمر 18 عاما، يعتبر على نطاق واسع أقوى وكيل لمنظمة هولي (Holy). يطور منافسة قوية مع كازوما، وهو الألتر الطبيعي الوحيد في الأرض المفقودة الذي هرب من منظمة هولي، ويحبط خططهم باستمرار بعد ذلك، وهو أحد الأشخاص القلائل الذين حاربوه واحدًا لواحد دون أن يُهزم على الفور. تغيرت شخصيته بعد وفاة والدته وحيوانه الأليف دوبيرمان على يد كريستال، مما أدى إلى دفعه لرغبته في تقديم مستخدم الألتر إلى العدالة.

## وصلات خارجية
- s-CRY-ed (أنمي) في شبكة أخبار الأنمي
- إس-كري-إد على موقع IMDb (الإنجليزية)
- إس-كري-إد على موقع كينوبويسك (الروسية)
- إس-كري-إد على موقع ألو سيني (الفرنسية)
- إس-كري-إد على موقع قاعدة بيانات الفيلم (الإنجليزية)
- إس-كري-إد على موقع ANN anime (الإنجليزية)
- "s-CRY-ed on Adult Swim". مؤرشف من الأصل في 2007-10-29. on Adult Swim